# Râul Arșița, Motnău
Râul Arșița este un curs de apă, afluent al râului Motnău. 